# ニューベッドフォード (マサチューセッツ州)
ニューベッドフォード（英: New Bedford）は、アメリカ合衆国マサチューセッツ州のブリストル郡にある都市。人口は10万1079人（2020年）。
フォールリバーやトーントンと共に州南岸の主要都市圏を構成している。さらに広いプロビデンス・フォールリバー・ニューベッドフォード大都市圏には、国内で最大のポルトガル系アメリカ人の社会がある。
19世紀には、ナンタケットやコネチカット州ニューロンドンと並ぶ捕鯨基地だった。現在は衰退しているが、ニックネームは「捕鯨の町」である。

## 歴史

### 開拓初期
17世紀より前、バザーズ湾に注ぐアクシュネット川沿いの土地ではワンパノアグ族インディアンが唯一の住民だった。ワンパノアグ族はマーサズ・ヴィニヤードやナンタケットを含み、現在のマサチューセッツ州南東部からロードアイランド州に掛けて集落があった。その人口は約12,000人だったと考えられている。バーソロミュー・ゴスノルドがニューイングランドを探検していた1602年5月15日に、バザーズ湾のカティハンク島に上陸した。そこからは現在のニューベッドフォードを含め、ケープ・コッドとその周辺地域を探検した。しかし、そこに開拓地を設けず、乗組員の要請に従ってイングランドに戻った。
1652年、初めてのヨーロッパ人がニューベッドフォードに入った。プリマス植民地の開拓者たちがワンパノアグ族酋長マサソイトからこの土地を購入した。この土地の譲渡が合法的に行われたかについてはその後も激しい論争の対象になってきた。インディアン部族の多くと同様に、ワンパノアグ族は私有財産という観念が無かった。彼らは土地の使用権を認めたが、恒久的にそれを放棄したとは考えていなかった可能性が強い。
開拓者達はこの土地に開拓町である旧ダートマスを建設した。これには現在のダートマスのみならず、現在のニューベッドフォード、アクシュネット、フェアヘイブン、ウェストポートが含まれていた。アクシュネット川西岸に近い旧ダートマスの部分は、当初ベッドフォード村と呼ばれており、1787年に正式にニューベッドフォード町として法人化された。この名前は町の著名人だったラッセル家が提案した。イングランドの指導的な貴族であるベッドフォード公爵の姓がラッセルだったという事実から来ていた。マサチューセッツ州ベッドフォードが1729年に法人化されていたので、この町には「ニュー」が付け加えられた。
町は18世紀後半に成長した。最初の新聞である「ザ・メドリー」（別名「ニューベッドフォード・マリーン・ジャーナル」）は1792年に発刊された。この年の6月12日、最初の郵便局が設立され、ウィリアム・トービーが初代郵便局長になった。1796年、ニューベッドフォードとフェアヘイブンの間に橋が建設され（当初は有料橋だった）、成長が加速された。フェアヘイブンは1812年にニューベッドフォードから分離して独立した町となった。このときは現在のアクシュネットの町も含まれていた。ニューベッドフォードは1847年に公式に市となった。エイブラハム・ハザウェイ・ハウランドが初代市長になった。これとほぼ同じ頃、その水深が深い港と本土にあるということで、ナンタケットに代わって国内でも最大級の捕鯨港になった。19世紀は市の経済で捕鯨が大きな部分を占めていた。

### 移民の増加

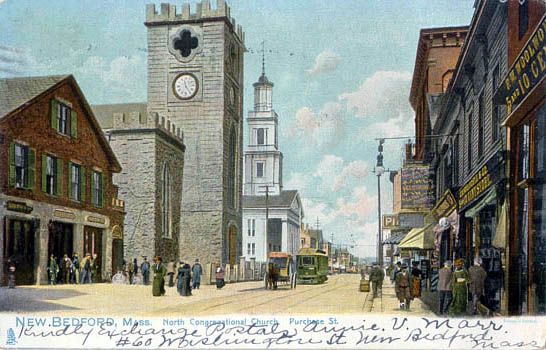
ノース・コングリゲイショナル教会、パーチェイス通り、1906年

1800年まで、ニューベッドフォードとその周辺社会は、大部分がイングランド、スコットランド、ウェールズ出身のプロテスタントだった。19世紀前半に多くのアイルランド人がマサチューセッツ州に移って来た。
1818年、アイルランドからの移民はカトリック伝道所を作り、それがセントメアリーズ教会を建設した。後にポルトガルとその族領であるアゾレス諸島、カーボベルデ諸島、マデイラ諸島から、捕鯨業に関連してニューベッドフォードとその周辺地域に入ってくるようになった。ポルトガル系アメリカ人が増加していき、1871年には市内にポルトガル系で初の教区であるセントジョン・アンド・バプテストを設立した。これと同じ頃にフランス系（主にフランス系カナダ人）もニューベッドフォードに地盤を築くようになり、1877年にセイクレッド・ハート教会を建設した。
同様にポーランド系移民は1903年にアワー・レディ・オブ・パーペチュアル・ヘルプ教区を設立した。19世紀後半には多くのユダヤ系家族が到着し、捕鯨業で活動し、物資を売り、船の艤装を行った。第一次世界大戦に繋がる時代にはかなりの数の東欧系ユダヤ人がこれに加わり、その多くは主に繊維産業など製造業で商人や事業家となった。
1847年、ジェイムズ・アーノルドがニューベッドフォード園芸協会を設立した。

## 地理
ニューベッドフォード市は北緯41度39分06秒 西経70度56分01秒 / 北緯41.651803度 西経70.933705度 (41.651803, -70.933705)に位置している。
アメリカ合衆国国勢調査局に拠れば、市域全面積は24.1平方マイル (62.5 km2)であり、このうち陸地20.0平方マイル (51.8 km2)、水域は4.1平方マイル (10.7 km2)で水域率は17.13%である。海岸にある海港であり、西はダートマス町、北はフリータウン町、東はアクシュネット町とフェアヘイブン町、南はバザーズ湾に接している。フリータウンと接する市の北境界から、バザーズ湾海岸のクラークスポイントまでの距離は約14マイル (23 km) である。東西の幅は約2マイル (3.2 km) である。市内最高地点は中心街の西、州間高速道路195号線とハザウェイ道路が交差する無名の丘であり、標高は180フィート (55 m) を超えている。
フェアヘイブンと海を共有するニューベッドフォード港は、バザーズ湾に注ぐアクシュネット川の入り江である。この川は市の南端であるクラークスポイントの先で湾に入っている。クラークスポイントの西にはクラークスコーブ（小さな湾）があり、湾から1.5マイル (2.4 km) 入り込んでいる。アクシュネット川に浮かぶパーマー島のすぐ南には、フェアヘイブンのフォートフェニックス近くに始まる長さ2マイル (3.2 km) のハリケーン防波堤があり、1960年代に建設され漁業船団が停泊する内港を守っている。パーマー島と共にフィッシュ島とポープ島も市域に含まれている。この2つの島の間には、ニューベッドフォード・フェアヘイブン橋の3つに分かれる径間の1つ、中央部がある。この中央径間は跳ね橋であり、2つの島を繋ぐと共に、内港に船が入ることを可能にしている。フィッシュ島とニューベッドフォードの本土、およびポープ島とフェアヘイブンの本土を繋ぐ橋は通常の橋である。この港に加えて、市域内には幾つか小さな小川や池がある。
市内全体に幾つかの公園や遊技場があり、その中でも大きなものは北端にあるブルックローン公園、クラークスポイントにあるフォートテイバー公園（フォートロッドマンとも呼ばれる）、中心街のすぐ西、ダートマス町との境界に近いバトンウッド公園がある。バトンウッド公園にはバトンウッド・ブルックやバトンウッド動物園に入る潟湖もある。町の北西部、ダートマスに伸びる地域にはアクシュネット・シーダー湿地州立保護地がある。

## 交通

### 水上
ニューベッドフォード港は果物や魚など生鮮品の混載取扱い港として機能している。またその他の貨物も扱っている。2006年では、30隻に上るクルーズ船が寄港した。かつては公共と民間の幾つかのマリーナがレクリエーション用船舶の一時的な港湾施設利用に供していた。2005年11月時点で、魚類捕獲量では国内の漁港でトップだった。
少なくとも3つの民間フェリーがニューベッドフォードから出ている。2010年時点でシーストレイクがニューベッドフォードとマーサズ・ヴィニヤードの間で双胴船のフェリーを運行しており、カティハンク・フェリー会社はカティハンク島への定期フェリーを運行している。ニューベッドフォードを出るフェリーは1818年5月15日に始まっており、蒸気船のイーグルがナンタケット湾を渡って600人の乗客を運んだ。

### 空港
ニューベッドフォード地域空港 (EWB)は、管制塔のあるD等級、5,000フィート (1,500 m) 滑走路2本、精密計器着陸装置のある空港であり、市の中心部にあって、ハイウェイで容易にアクセスできる。ケープエアーがナンタケットやマーサズ・ヴィニヤードへ多くの定期旅客便を運航している。水上機を含むチャーター便で、ニューイングランド南部やニューヨーク地域にも飛ぶことができる。さらに一定範囲の一般用途飛行や社有機の利用もでき、航空機の保守施設があり、飛行指示も行えるようになっている。

### 主要高規格道路
州間高速道路195号線が市中心を通る幹線道であり、ロードアイランド州プロビデンスからマサチューセッツ州ウェアハムを繋いでいる。さらにアメリカ国道6号線も東西に通っている。この国道は市内を出ると、跳ね橋のニューベッドフォード・フェアヘイブン橋とポープ島橋を超えてケープ・コッドに向かう。マサチューセッツ州道140号線はニューベッドフォードが南端となって、トーントンで州道24号線と接続する自動車専用道であり、北のボストン市に向かう。州道18号線はジョン・F・ケネディ記念ハイウェイの延伸部であり、市内中心部を通り、州間高速道路195号線、国道6号線と港湾地域を繋ぐ自動車専用道である。

### 公共交通機関
市内のバスターミナルからは地方便と長距離のバスが出ている。バスターミナルとフェリー乗り場の間は無料のシャトルバスが運行されている。南東地域交通公社 (SRTA) が、市内、フォールリバーと周辺地域を繋ぐバス便を運行している。
ピーターパン・バスラインズは、ニューヨーク市とマサチューセッツ州ケープ・コッドのハイアニスを繋ぐルートで、ニューベッドフォードで停車している。2006年10月時点で、民間の DATTCO がトーントンを通ってボストンまでの通勤バスを毎日運行している。ピーターパン・バスラインズは現在、ボストンまでの便を運行していない。

### 鉄道
マサチューセッツ湾交通局 (MBTA) がニューベッドフォードまで通勤鉄道線を計画している。2006年5月14日時点で、ニューベッドフォードまでの通勤鉄道建設費は8億米ドルと見積もられており、まだ州の予算が降りていない。ボストンのビッグディッグ・プロジェクトが大きな費用を要していることから、資金的な裏付けが取れていない.。2007年4月6日時点で、デバル・パトリック州知事は、ニューベッドフォードとフォールリバーまでの通勤列車を運行する南岸鉄道とよぶ計画に16億米ドルを提案している。
CSXトランスポーテーション（元コンレール）がニューベッドフォードまで貨物鉄道を運行しており、港湾地域のニューベッドフォード鉄道操車場が終端である。1959年までは、ニューヨーク・ニューヘイブン・アンド・ハートフォード鉄道が、ボストンからニューベッドフォードまでと、プロビデンスからトーントンを通ってニューベッドフォードまでの路線を運行していた。

## 市政府

### 市政府とサービス

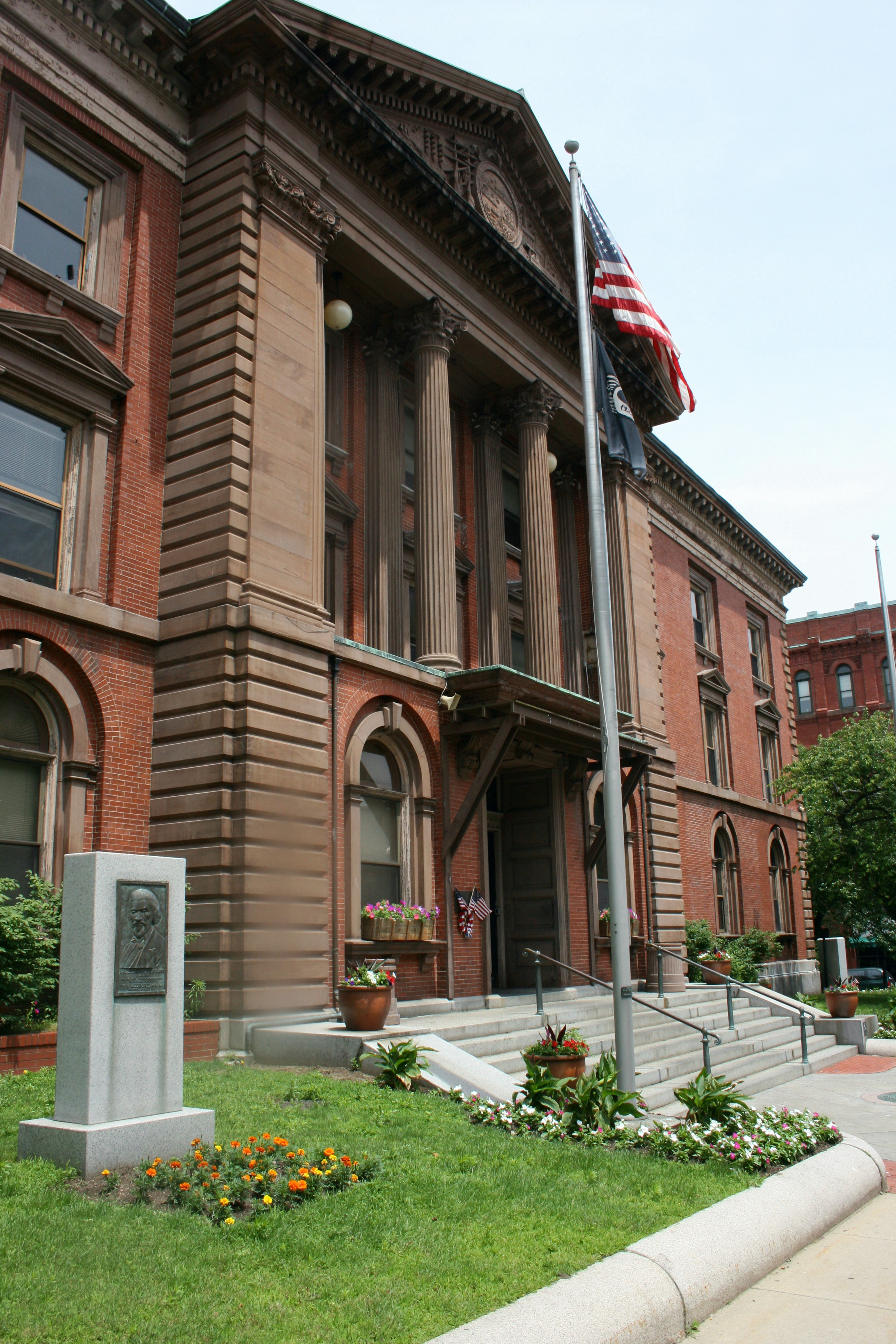
ニューベッドフォード市役所

ニューベッドフォード市は市長・市政委員会方式の政府を採用している。
市警察署は4つの分署から市内をパトロールしている。本署はロックデール・アベニューの用途変更されたスーパーマーケット広場にあり、元の本部（中心街にあった）から移転した。ノースエンド、サウスエンド、中心街にも分署がある。
郵便局は4つある。中央郵便局はニューヨークのペンシルベニア駅郵便局を模造したものである。他にサウスエンドに1か所、ノースエンドに2か所ある。
毎週一般ごみとリサイクル品を回収している。以前は地域空港とホエーリング・シティ・ゴルフコースとの間のマウントプレザント地域にゴミ捨て場を運営していた。しかし、公害問題のために1990年代に閉鎖された。

### 郡政府の機関
ブリストル郡保安官事務所がアッシュ通り監獄と地域留置所、および少年保護代替留置プログラム (JALP) を運営している。アッシュ通り監獄には200人以上の公判待ち容疑者と、少数の受刑労働者が収容されている。JALPは12人までの罪状認否前少年が収容される。

### 州政府と連邦政府への代表
ニューベッドフォードはマサチューセッツ州下院議員第9、第11、第12、第13の4つの選挙区に入っている。第9区はダートマスを含み、フリータウンとレイクビルの一部が入っている。第13区はフリータウン、レイクビル、ミドルボロの一部が入っている。第11区と第12区はその全体が市内に入っている。州上院議員ではブリストル郡とプリマス市を含む第2選挙区に入り、アクシュネット、ダートマス、フェアヘイブン、マタポイセットの町も含まれている。
マサチューセッツ州警察のD部隊第3営舎がダートマスにあり、ニューベッドフォードをパトロールしている。
連邦議会下院議員では、マサチューセッツ州第9選挙区に入っている。
| 民主党 | 28,625 | 51.81% |
| 共和党 | 3,482  | 6.30%  |
| 無党派 | 22,640 | 40.98% |
| 少数党 | 499    | 0.90%  |
| 合計   | 55,246 | 100%   |

### 消防署
市内の消防機能はニューベッドフォード市消防署が担当している。1834年に設立され、全市に配置された7つの分署がある。消防車7台、はしご車3台、消防艇2隻、空気供給機1台、泡搬送車1台があり、ニューベッドフォード地域空港を本拠とする衝突救助部隊がいる。消防士152人、調査官4人、民間人5人を含め203人の制服組がいる。年間約9,000件の緊急出動に対応している。
その他、消防機器維持施設、修理工場、緊急事態管理施設もある。

## 教育
ニューベッドフォード公共教育学区が市内の公立学校を管轄している。
ニューベッドフォード高校が市内唯一の公立高校である。生徒数は約3,500人であり、州内ばかりでなく、ニューイングランドでも最大級の高校である。
グレーター・ニューベッドフォード地域職業訓練高校は、ニューベッドフォード市、ダートマス、フェアヘイブンの各町まで対象とする大きな職業訓練高校である。
その他にオールターナティブ教育を行う中学校が2校あり、チャータースクールも2校ある。
私立学校はカトリック系の学校が7校ある。隣のダートマスにあるビショップ・スタング高校に通う生徒もいる。チャーチ・オブ・ナザレンが運営するナザレン・クリスチャン学校がある。独立系の学校としては、男子のネイティビティ準備学校や、女子のアワーシスターズ学校が5年生から8年生を教えている。マサチューセッツ大学ダートマス校のマリーン・キャンパスもあり、中心街の元スターストア・ビルにはそのサテライト視覚芸術キャンパスもある。
高等教育機関としては、フィッシャー・カレッジの地区キャンパスの1つがある。ニューベッドフォード大都市圏とトーントン、ウェアハム、フォールリバーなど周辺町からの成人を教育している。ブリストル・コミュニティカレッジが中心街にサテライト・キャンパスを構えている。近くのダートマスにはマサチューセッツ大学ダートマス校があり、州内では初の公立法科学校であるダートマス法科学校がある。

## 人口動態
以下は2000年国勢調査による人口統計データである。
| 基礎データ - 人口: 93,768 人 - 世帯数: 38,178 世帯 - 家族数: 24,090 家族 - 人口密度: 1,799人/km2（4,660 人/mi2） - 住居数: 41,511 軒 - 住居密度: 797軒/km2（2,063軒/mi2） 人種別人口構成 - 白人: 78.86% - アフリカン・アメリカン: 4.39% - ネイティブ・アメリカン: 0.62% - アジア人: 0.65% - 太平洋諸島系: 0.05% - その他の人種: 9.51% - 混血: 5.92% - ヒスパニック・ラテン系: 10.21% 先祖による構成 - ポルトガル系：38.6% - フランス系：9.1% - カーボベルデ系：8.0% - アイルランド系：7.9% - イギリス系：7.3% - プエルトリコ系：7.1% | 年齢別人口構成 - 18歳未満: 24.9% - 18-24歳: 9.5% - 25-44歳: 28.8% - 45-64歳: 20.2% - 65歳以上: 16.7% - 年齢の中央値: 36歳 - 性比（女性100人あたり男性の人口） - 総人口: 89.1 - 18歳以上: 84.4 世帯と家族（対世帯数） - 18歳未満の子供がいる: 31.2% - 結婚・同居している夫婦: 39.5% - 未婚・離婚・死別女性が世帯主: 18.9% - 非家族世帯: 36.9% - 単身世帯: 31.6% - 65歳以上の老人1人暮らし: 13.6% - 平均構成人数 - 世帯: 2.40人 - 家族: 3.01人 収入と家計 - 収入の中央値 - 世帯: 27,569米ドル - 家族: 35,708米ドル - 性別 - 男性: 31,388米ドル - 女性: 22,278米ドル - 人口1人あたり収入: 15,602米ドル - 貧困線以下 - 対人口: 20.2% - 対家族数: 17.3% - 18歳未満: 29.1% - 65歳以上: 15.7% |

## 犯罪
1983年3月6日、ノースエンドのベルビル・アベニューにあるビッグダンのバーで、シェリル・アラウホが強姦被害にあった
。1988年の映画『告発の行方』はこの事件を題材に制作された。
1998年4月27日、デマルコ・R・トレイナムとケビン・E・ジャックモンの2人が、ハザウェイ道路のマクドナルドで強盗を犯した。3時間の人質拘束状態となり、警察との銃撃戦があった。トレイナムはジャックモンに誤って殺された。ジャックモンは2人の女性を人質に取り自動車で逃亡した。女性の1人は妊娠しているナイトマネジャーだった。ジャックモンはニューヨーク市ブロンクスまで逃亡し、人質をモーテルに置いてノースカロライナ州に向けて逃亡した後で、人質は脱出できた。その数か月後、この事件はテレビ番組『America's Most Wanted』で取り上げられた。ジャックモンはこの放送から2か月後にノースカロライナ州で捕まった。マサチューセッツ州からトレイナムの第2級殺人容疑を含め44項目の犯罪容疑で告発され、殺人を含む22項目で有罪となった。
2000年2月2日、麻薬売人マシュー・C・"バッティ・ボーイ"・クリアリーが、取引がうまくいかなかった後で、1軒の家のドアに向かって先端を切り詰めたショットガンを放ち、武器を持った暴行容疑で逮捕された。その逮捕後に、警官がクリアリーのアパートで13袋のコカインを発見した。クリアリーはそれ以前に、別の裁判での証人として彼に不利な証言をしないようあるカップルを野球バットで脅したとして逮捕されたことがあった。2002年3月、別件で投獄されている間に、その逮捕に関わる重罪2件で有罪を宣告された。
2000年、マサチューセッツ州警察犯罪報告隊に拠れば、犯罪件数は3,166件は20年来の低水準に落ち、そのうち789件が暴力犯罪（1975年以来の低犯罪率）、2,377件が窃盗罪だった。
2001年12月8日、コカインの押収量が260 kg と、州の歴史始まって以来の多さとなった。
2006年2月1日、目撃者や警察に拠れば、ジェイコブ・D・ロビダが、市内のゲイバーであるパズルズ・ラウンジで3人の客を襲い重傷を負わせた。ロビダはアーカンソー州に逃亡し、同伴していた女性1人と警官1人を殺し、銃撃戦で受けた傷がもとで死亡した。
ニューベッドフォードは未解決の殺人事件3件のために、2006年2月11日に再度『America's Most Wanted』で取り上げられた。2001年のマーカス・クルーズ殺人事件、2004年のセシル・ロペス3世殺人事件、2005年のダナ・ヘイウッド殺人事件であり、全国的に警察の捜査を遅らせてきた垂れ込み停止現象に関する報告の一部としてだった。ニューベッドフォードは垂れ込み停止現象の故に「秘密の都市」という評判になった。ニューベッドフォードの情報源と話をした『America's Most Wanted』の上級特派員トム・モリスは、特定の部門に対する反応では、電話の数や内容について話をできないことが多いと語った。それでも例外を作って来たとも話した。「私は反応が小さいことに驚いている。我々が実際に放送したりしなかった場合でも、依然として不思議に思う」と語った。「ダナ・ヘイウッドが殺された7月4日にそこに居たという電話を期待したが、有益な情報は得られなかった。」とも語った。この番組は数軒の電話と1通のEメイルを受け取っただけであり、この番組の歴史では最小だった。モリスは、「この番組を13年間やっているが、これには驚いたよ」と言った。2月11日の放送は高い視聴率を得ていたとも語っていた。ニューベッドフォードでは2000年以降未解決の殺人事件が30件ある。その多くはユナイテッド・フロントとモント・パーク地区の間に続いている確執から起きている。ギャングたちは市のサウスエンドとウェストエンドにいる。
2006年12月12日、銃を持ったスコット・メデイロスが、フォクシーレディ・ストリップクラブで、ドアマン1人とマネジャー1人を撃って殺し、客の1人と警官を撃った後に自殺した。
2007年3月7日、皮革製品工場のマイケル・ビアンコ社が移民税関捜査局の捜査員に襲撃された。約300人の連邦、州、地元警察官によって、361人の不法滞在移民が逮捕された。そのうち約90人は国外追放のためにテキサス州に移され、その中には社会福祉部による保護の無い乳幼児に関する接触も無い者も含まれていた。約20人のケースワーカーがテキサス州に派遣された。
近年、ユナイテッド・フロント、モント・パーク、ラテンキングスのギャング80人以上が勾留、告訴、投獄されており、2007年と2008年の暴力犯罪を防止している。2010年5月、「2007年以来一斉検挙で逮捕された中の誰一人として、州上級裁判所や連邦裁判所で無罪放免された者はおらず、ギャングが絡む狙撃事件や殺人事件は2007年以前の水準から減少している」と報告された。
ブリストル郡の囚人を収容するアッシュ通り監獄が市内にある。1829年に開設され、現在でも国内で継続的に運営されている監獄として最古のものになっている。

## 経済

### 経済の歴史

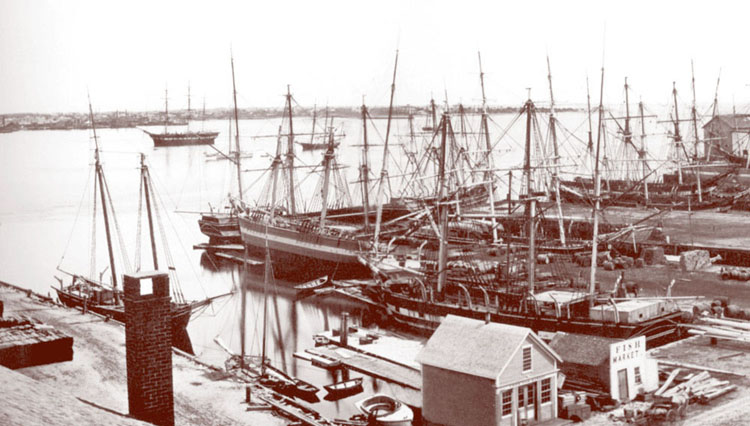
ニューベッドフォード港の昔の光景

ニューベッドフォード地域におけるピルグリム開拓地の経済は当初、幾つかの農業村と漁業村に基づいていた。初期のベッドフォード村はすぐに商業地帯となり、そこから捕鯨と外国貿易の港になった。18世紀初期、ラッセル家がこの地域を購入し、大きな村に発展させた（ジョセフ・ラッセル3世が最も大きな貢献を果たした）。帆船時代に建造されたものとしてスクーナーのキャロラインや捕鯨船のチャールズ・W・モーガンがあった。18世紀までに、ナンタケット出身の捕鯨商人など地域の事業家がこの町に惹きつけられ、国内でも最大級の捕鯨の町になった。この商人達の中でも最も重要だったのがジョセフ・ロッチであり、1765年にジョセフ・ラッセル3世から10エーカー (4 ha) の土地を購入し、そこで息子たちとともに事業を行った。ロッチは鯨から得られる油を精製し、蝋燭を作るのに良いと考えニューベッドフォードに事業を移した。捕鯨業の中でもこの部分はボストン、ニューポート、プロビデンスの商人カルテルに独占されていたので、ロッチは本土に移ることで自分達で取り扱うのが良いことだと考えた。
ニューベッドフォードとナンタケットの間の関係は、2つの都市が捕鯨産業を支配するようにさせた。1848年、ニューベッドフォードの住民ルイス・テンプルが抜けどめ銛を発明し、捕鯨産業を革新した。このことでニューベッドフォードをナンタケットより優位に立たせ、捕鯨産業で最強の都市になった。他にも捕鯨船の喫水が深くなったことがある。これは船の建造で鋼鉄製部品を大いに増やした結果としてでもあり、水深の浅いナンタケット港には負担となった。クリッパー船の中でも最長の寿命を誇ったサイレンは、主にホノルルからニューベッドフォードまで鯨油や捕鯨製品を運ぶために10年間以上も使われ、数年間はニューベッドフォードのウィリアム・H・ベッシーが所有していた。世界中で広く使われた捕鯨製品（その最たるものが鯨油）を支配した結果として、世界でも一人当たりの所得が最も高い町の1つになった。
1849年には多くの捕鯨業者が廃業した。彼らの多くがニューベッドフォードからカリフォルニア州に移ってゴールドラッシュを追求した。この期間にニューベッドフォードで働いていたハーマン・メルヴィルが小説『白鯨』を書いて、1851年に出版した。この小説では、現在も残っているシーマンズ・ベセル（海員の礼拝堂）を舞台にしたシーンなど、ニューベッドフォードが舞台となった。この小説はニューベッドフォードに力を与えたが、1859年には鯨油に代わる手段となる石油が発見されて、捕鯨産業は斜陽になっていった。1871年にはアラスカ海岸沖の氷の海で、ニューベッドフォードの捕鯨船22隻が失われるという追い打ちがあった。国内最大の捕鯨会社であるニューベッドフォードのJ & W・R・ウィング社が1914年に最後の捕鯨船を手放し、スクーナーのジョン・R・マンタで最後の捕鯨漁に出た1925年にニューベッドフォードの捕鯨産業が終わりを迎えた。

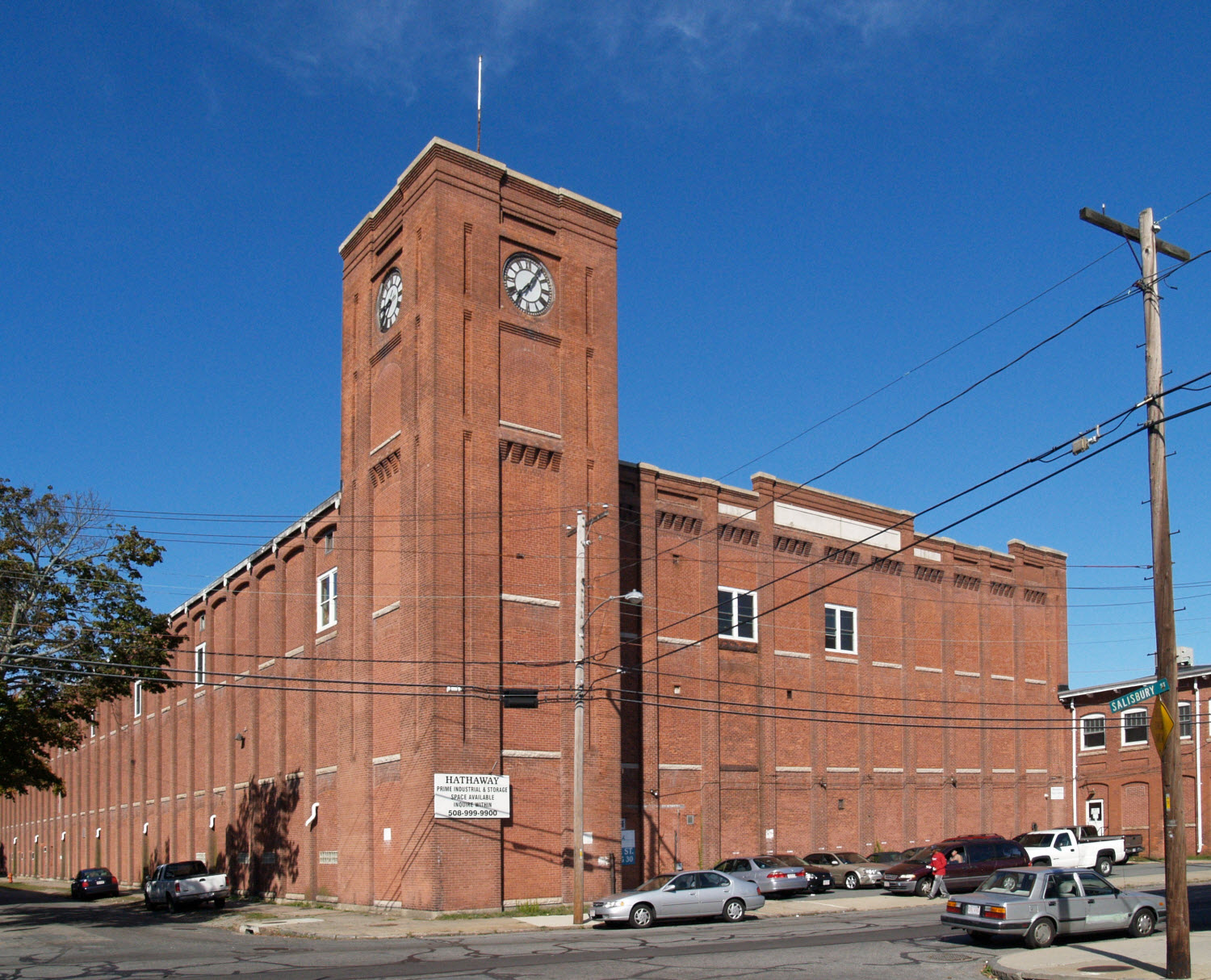
ハザウェイ・ミルズ

1840年代半ば、ペンシルベニア州で発見された原油がニューベッドフォードまで運ばれ、灯油などの油に精製されて、国内初の石油燃料精製所となった。その後スタンダード石油がフィッシュ島にあったこの精製所を買収した。フィッシュ島には石炭ガス化の実験施設もあったが、建物が爆発してしまった。
ニューベッドフォードは繊維産業でその豊かさを保つことができた。1881年から、繊維産業が大きく成長して市の経済を保つことができた。1895年から1899年にニューベッドフォード繊維学校（マサチューセッツ大学ダートマス校の前身）が創設され、繊維の隆盛時代をもたらしたが、世界恐慌の時代に衰退を始め、1940年代にはその時代も終わった。
繊維産業の最盛期には、ニューベッドフォードの繊維工場を所有する32の綿糸製造会社が3万人以上の労働者を雇用していた（その価値は1億米ドル以上あった）。
工具と金型の製造も1970年代から徐々に衰退していった。
1990年代半ばまで、ジョージズ・バンクで漁をする繁栄する漁業町でもあったが、1996年に過漁を制限する措置が取られ、地域の漁業も衰退した。

### 現代の経済

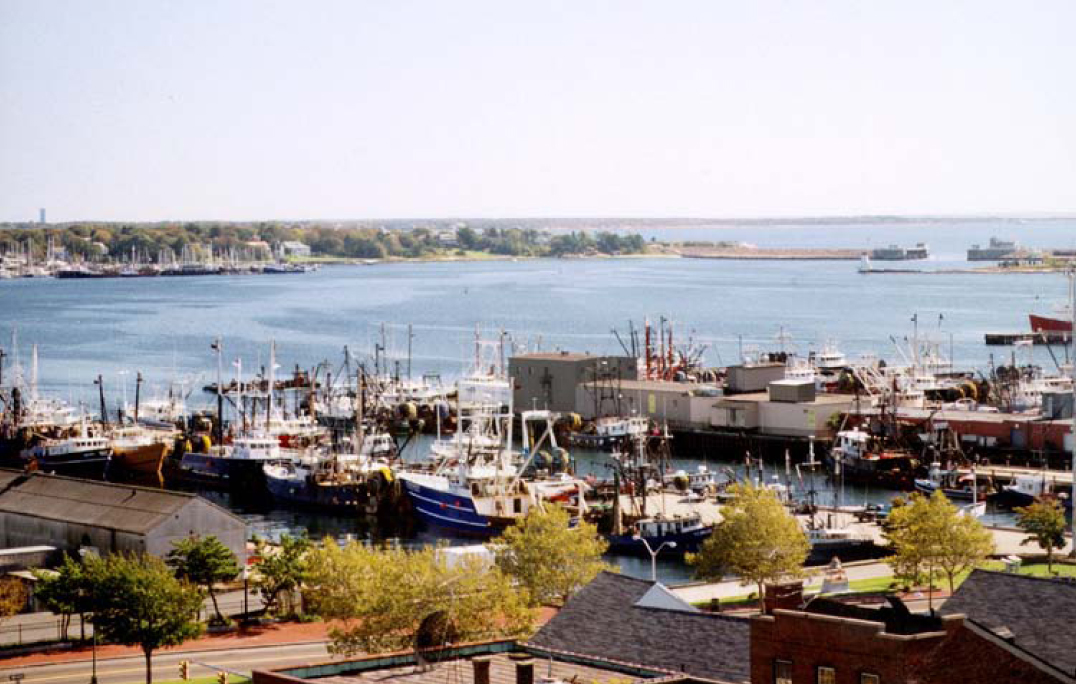
ニューベッドフォード港に停泊する船舶

この地域では漁業と製造業が二大産業であり続けており、これに医療が大きな雇用主になってきた。ニューベッドフォード市内にある大手雇用主はサウスコースト病院グループ（州内でも10傑に入る）、タイトリスト（ゴルフ用品とアパレルの製造）、リバーサイド・マニュファクチュアリング（アパレル製造）である。
正確な数字は算出が難しいが、観光業も成長産業になっている。サマーフェスト・フォークミュージックと芸術祭、伝統的なブレッシング・オブ・フリート、ブレスト・サクラメントの祭（国内最大のポルトガル系アメリカ人の文化的祝祭）など、祭や行事の中心地となっている。歴史ある捕鯨産業も観光ネタであり、ニューベッドフォード捕鯨国立歴史公園はアメリカ合衆国の歴史における捕鯨産業の影響に焦点を当てた唯一の国立公園である。
観光業が成長していることもあって、ニューベッドフォード港の外れにフェアフィールド・イン・アンド・スイート・ホテルが2010年5月下旬にオープンした。最近40年以上の間では初のホテルであり、ベッド・アンド・ブレックファストの施設として流行っている。
ダートマス政策分析センターによる2001年の研究では、ニューベッドフォード大都市圏（ニューベッドフォード、アクシュネット、ダートマス、フェアヘイブン、フリータウン、レイクビル、マリオン、マタポイセット、ロチェスター、ウェアハムを含む）における三大雇用産業は、サービス業（雇用総数の26%）、卸売業（同22%）、製造業（同19%）だった。雇用数の大きな産業は、医療、外食、卸売、食品販売、社会サービスである。
2002年、市の税収は61,194,358米ドルであり、44,536,201米ドルが地元の売上、12,044,152米ドルが「その他の売上」に分類された。
2005年の失業率は7.3%であり、1990年代は12.5%、2000年は5.3%に下がり、2003年には10.4%に上がっていた。2009年までに経済不況の中で失業率は12.4%まで上がった。
2005年、マサチューセッツ州から教育予算として104,925,772米ドル、一般政府予算として22,755,439米ドルを受け取った。

#### 漁業
ニューイングランドの漁業と捕鯨業は長い間に衰退してきたが、ニューベッドフォードは繁栄する漁港であり続けている。2011年、12年間連続して国内でも最も価値の高い港となった。3億6,900万米ドルの海産物が水揚げされ、生産性の高いアラスカの漁港をも凌いだ。水揚げ量は他の主要港よりも少ないが、帆立貝漁が大きく効いてトップを維持している。

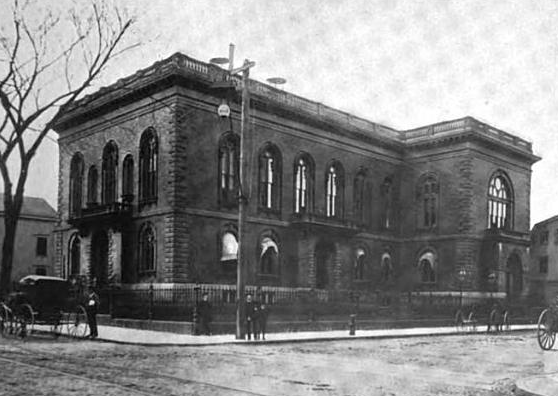
ニューベッドフォード公共図書館、1899年

## 図書館
ニューベッドフォード公共図書館は1852年に設立された。2008年会計年度で、市予算の0.82%（1,841,038米ドル）を図書館に宛てており、市民1人当たり20ドルほどとなる。

## メディア
ニューベッドフォードはプロビデンス・テレビ市場に属するが、市内にも2つの免許テレビ局がある。1つはABC系列であり、もう1つはCWテレビジョンネットワーク系列である。ラジオ局も幾つかあり、特にAM2局は長年市民のために放送している。

## 文化

### 娯楽
ニューベッドフォードには成功した音楽家が散発的に出るという歴史がある。1970年代には市出身の5人兄弟によるソウルミュージックのタバレスが出て、『天国には天使がいないに違いない』や『一人の女性以上』といった歌でヒットチャートのトップに昇った。1999年、ポップグループのLFO（ライト・ファンキー・ワンズ）のメンバー、ハロルド・"デビン"・リマはニューベッドフォードの出身であり、『夏の少女達』などのヒット・シングルを出した。ストレート・エッジ・ハードコアのバンド、ハブ・ハートは2002年にニューベッドフォードで結成されたが、2009年に解散した。ごく最近ではハードコア・パンクのバンド、ア・ウィルヘルム・スクリームが幾らかの成功を収め、2005年のワープド・ツアーのライナップに加えられた。ニューベッドフォード生まれのヘクター・バロスとスコット・ロスは、俳優のマーク・ウォールバーグが率いたヒップホップ・グループ、マーキー・マーク&ザ・ファンキー・バンチのメンバーだった。彼等は1991年のシングル『グッド・バイブレーションズ』がヒットし、国内、スウェーデン、スイスで第1位になった。エブリータイム・アイ・ダイのジョシュ・ニュートンはニューベッドフォードで生まれた。
2002年、映画『Passionada』はニューベッドフォードで撮影され、45年ぶりの市内での撮影となった。1956年に、映画監督ジョン・ヒューストンが、シーメンズ・ベセルの前で、『白鯨』の翻案映画のシーンを撮影した。しかし、その他のシーンはヨールで撮影されたものだった。
2011年の映画『Whaling City』は、自分の船を救い、その生き方を探る独立した漁師の闘いについての話であり、舞台も撮影もニューベッドフォードだった。
1968年から1970年のテレビ番組『Here Come the Brides』で紹介された100人の花嫁は、1860年にワシントン州シアトルに行く前にニューベッドフォードに立ち寄った。この番組は2シーズンのみ放映され、撮影場所は全てカリフォルニア州バーバンクだった。
2006年のテレビ番組『ファミリー・ガイ』にはニューベッドフォードという名前の登場人物がおり、ダコタというもう一人の少女の友人だった。架空の町ロードアイランド州クアホグは、ニューベッドフォード近くにあることになっていた。「ロッタリー・フィーバー」の回では、ピーターがクジラの絵を見ているときにニューベッドフォードに言及した。
クイン・サリバン（1999年3月26日生まれ）はニューベッドフォード出身のブルース・ギタリストである。バディ・ガイやB.B.キングと共にステージに上がっており、ニューヨーク市のビーコン・シアター、ボストン市のオルフェウム・シアター、シカゴ市のバディ・ガイズ・レジェンズで演奏し、「オプラ・ウィンフリー・ショー」、NBCテレビの『トゥデイ・ショー」、ロック・フェスティバルの「ロラパルーザ」、「ジミー・キンメル・ライブ!」に出演してきた。2013年4月、クロスローズ・ギター・フェスティバルの第1夜で、庇護者のバディ・ガイと共にマディソン・スクエア・ガーデンで演奏した。

### スポーツ
2009年から、ニューイングランドで運営されているカレッジ夏季野球リーグであるニューイングランド・カレッジエイト・ベースボール・リーグに属するニューベッドフォードベイ・ソックスが本拠地にしている。このチームは2009年のシーズンでプレイオフまで進出した。市内のポール・ウォルシュ野球場をホームグラウンドにしている。

## 見どころ

### 博物館
市内にはニューベッドフォード捕鯨国立歴史公園の中心であるニューベッドフォード捕鯨博物館がある。郡内最大の博物館であり、捕鯨と、人とクジラの関わりの歴史に焦点を当てている。長さ66フィート (20 m) のシロナガスクジラ赤ちゃんの骨格標本（2000年取得）、長さ35フィート (11 m) のザトウクジラ親の骨格標本（1900年取得）、長さ45フィート (14 m) のマッコウクジラの骨格標本（2004年取得）が展示されている。すべてニューイングランドの海域で死んでいたものを取得し、洗浄し、展示用に組み直した。
ロッチ・ジョーンズ・ダフ邸と庭園博物館は、28室ギリシャ復古調の邸宅であり、1834年に捕鯨商人ウィリアム・ロッチ・ジュニアのために建設された。1834年から1981年までロッチ家が所有し、ニューベッドフォードにおける経済、社会、家庭内生活の150年間の歴史そのものだった。1980年代初期にウォーターフロント歴史地域同盟が改修し、現在ある博物館に転換された。邸宅と敷地のツアーも可能である。民間行事に貸すことも可能である。バラ園での結婚式が人気である。夏にはコンサートが開催され、また「クッキー・コンテスト」も毎年ある。
ニューベッドフォード美術館は、市内歴史的中心街の中央にある。地元や世界の美術家の作品を展示している。そこから遠くない所に町の画廊であるギャラリーXがある。
ニューベッドフォード消防博物館は、1867年に開設された元消防第4分署だった立派な赤煉瓦の建物に入っている。1979年に分署が閉鎖されたときまで州内最古クラスの連続的に利用されている消防署だった。この博物館には消防設備や、古い消防車などが集めてある。観覧者は古い制服を試着したり、柱を滑り降りたりすることができる。1890年以降の火災の記録も閲覧できる。退役および現役の消防士がガイドを務めてくれる。
ニューベッドフォード・ガラス博物館は、市内にマウント・ワシントンとペアポイントのガラス会社があった歴史を反映している。収集品は古代から現代までニューイングランドのガラスに集中している。研究図書室にはガラスに関する8千冊の蔵書がある。旧ワムスッタ・ミルズ繊維工場の1つに入っている。

### 歴史地区
市内にはアメリカ合衆国国家歴史登録財に指定される9つの歴史地区がある。
- アクシュネットハイツ歴史地区
- バトンウッド公園歴史地区
- ニューベッドフォード中央歴史地区
- カウンティ通り歴史地区
- ハウランドミル・ビレッジ歴史地区
- メリルの桟橋歴史地区
- モアランド・テラス歴史地区
- ニューベッドフォード歴史地区
- 北ニューベッドフォード歴史地区

## 著名な出身者

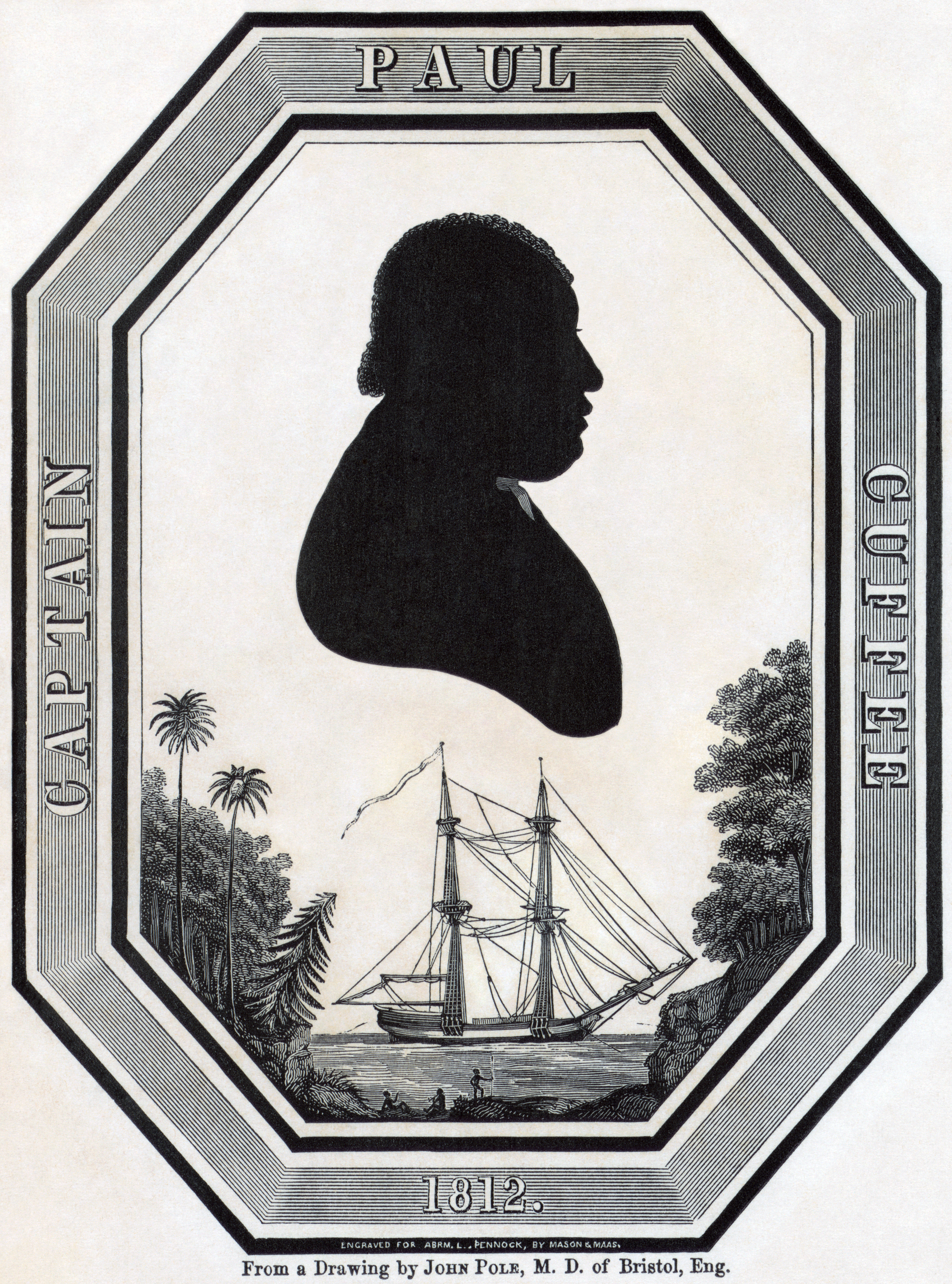
ポール・カフィ、1812年

ニューベッドフォード捕鯨産業で活動した捕鯨船長ポール・カフィは近くのカティハンクで生まれ、ウェストポートに入った。その船の多くがニューベッドフォード港から出港した。
ルイス・テンプルはアフリカ系アメリカ人の鍛冶屋であり、抜け止め銛を発明して捕鯨業を革新させ、より多くのクジラを捕まえられるようにした。ニューベッドフォード中心街にはテンプルの記念碑がある。
.
フレデリック・ダグラス、逃亡奴隷から著名な奴隷制度廃止運動家になった。1838年にニューベッドフォードに入った。その自伝には1840年代のニューベッドフォードでの生活が詳細に描かれている。ネイサン・アンド・ポリー・ジョンソンの敷地にはダグラスに献げられた建物と記念碑がある。
ニューベッドフォードを定着の場所として選んだ逃亡奴隷や解放奴隷はダグラスだけではなかった。南北戦争以前の時代に、小さいが繁栄するアフリカ系アメリカ人社会があった。南北戦争に出征したマサチューセッツ第54連隊には多くの者が志願し、連邦を守るためにかなりの貢献を果たした。この連隊は兵卒全員がアフリカ系アメリカ人のみで構成された、国内初の連隊だった（士官は白人だった）。中でも有名なのがウィリアム・ハーベイ・カーニーであり、サウスカロライナ州チャールストンに近いワグナー砦攻撃の時に、アメリカ国旗を死守したことで知られている。彼の名を冠する小学校が市内にある。
カーボベルデのブラヴァ島生まれの主教"スウィート・ダディ"・グレイスは、国内最大級のアフリカ系アメリカ人宗派であるユナイテッド・ハウス・オブ・プレイア・フォー・オールピープルを設立したニューベッドフォード住民だった。市内で埋葬されている。
- アルバート・ビアスタット、19世紀ドイツ生まれの画家、アメリカ西部を描いたその作品が国内で良く知られている
- ネルソン・エディ、声楽家・俳優、1930年代と1940年代の映画19作品に出演、少年時代をニューベッドフォードで過ごした
- ヘティ・グリーン、事業家、国内最大級に裕福な女性、19世紀の株式市場から資産を積み上げた
- ブライアン・ヘルゲランド、映画監督・脚本家、『ミスティック・リバー』『陰謀のセオリー』、『L.A.コンフィデンシャル』が著名
- ティニーシャ・ケリー、歌手
- ジョン・テューキー、統計学者、「ソフトウェア」や「ビット」という言葉を最初に使ったとされている
- アーウィン・M・ジェイコブス、計算機科学者、クアルコム共同創業者

## 姉妹都市

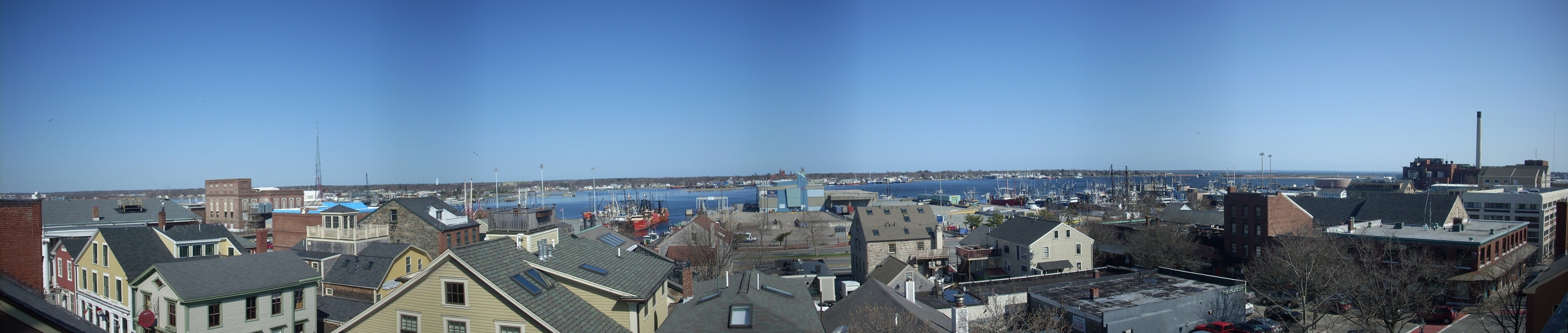
ニューベッドフォード港

- アラスカ州バロー
- マデイラ諸島フンシャル
- アゾレス諸島、ホルタ
- カーボベルデ、ミンデロ
- 日本高知県土佐清水市[74]
- ポルトガル、フィゲイラ・ダ・フォス
- ドイツ、ククスハーフェン